# Glamsbjerg Kommune
| Strukturdaten       | Strukturdaten     |
| ------------------- | ----------------- |
| Sitz der Verwaltung | Glamsbjerg        |
| Fläche              | 91,43 km²         |
| Einwohner           | 5.924 (2006)      |
| Kommune seit 2007   | Assens Kommune    |
| Website             | www.glamsbjerg.dk |

Glamsbjerg Kommune war bis Dezember 2006 eine dänische Kommune im damaligen Fyns Amt im Westen der Insel Fünen. Sie entstand im Jahre 1966 und ging somit der Kommunalreform 1970 voraus. Seit der kommunalen Gebietsreform im Januar 2007 ist sie zusammen mit der alten Assens Kommune, der Haarby Kommune, der Tommerup Kommune, der Vissenbjerg Kommune und der Aarup Kommune Teil der neuen Assens Kommune.